# Hervé Granger-Veyron
Hervé Granger-Veyron (Talence, 11 de enero de 1958) es un deportista francés que compitió en esgrima, especialista en la modalidad de sable.
Participó en dos Juegos Olímpicos de Verano, obteniendo en total dos medallas, ambas en la prueba por equipos: plata en Los Ángeles 1984 (junto con Jean-François Lamour, Pierre Guichot, Philippe Delrieu y Franck Ducheix) y bronce en Barcelona 1992 (con Jean-François Lamour, Jean-Philippe Daurelle, Franck Ducheix y Pierre Guichot).
Ganó una medalla de bronce en el Campeonato Mundial de Esgrima de 1987, en la prueba por equipos.

## Palmarés internacional
| Juegos Olímpicos   | Juegos Olímpicos             | Juegos Olímpicos  | Juegos Olímpicos  |
| Año                | Lugar                        | Medalla           | Prueba            |
| ------------------ | ---------------------------- | ----------------- | ----------------- |
| 1984               | Los Ángeles (Estados Unidos) | Medalla de plata  | Sable por equipos |
| 1992               | Barcelona (España)           | Medalla de bronce | Sable por equipos |
| Campeonato Mundial |                              |                   |                   |
| Año                | Lugar                        | Medalla           | Prueba            |
| 1987               | Lausana (Suiza)              | Medalla de bronce | Sable por equipos |